# 8 × 59 мм RB Breda
8×59 мм RB Breda — итальянский унитарный пулемётный патрон.

## История
Во время Первой мировой войны, армия Италии использовала патроны калибром 6,5×52 мм Манлихер-Каркано как в винтовках, так и в пулемётах FIAT-Revelli M1914. Несмотря на очевидные преимущества в унификации и логистике, патрон столь малого калибра, в котором было сложно создать пули специального назначения, оказался мало пригоден для применения в станковых, зенитных и танковых пулемётах. В 1920-е годы испытывались различные боеприпасы калибра 7 и 8 мм. В 1935 он был окончательно принят патрон 8×59 мм RB Breda, применявшийся во время Итало-эфиопской войны 1935 года, гражданской войны в Испании (где выпускался по лицензии) и Второй мировой войны. Также производился в Австрии по итальянскому заказу.

## Описание
Гильза бутылочной формы, латунная (с 1941 года также и стальная), с уменьшенной закраиной (rebated rim - отчего и сокращение RB в обозначении патрона); порох нитроцеллюлозный.
Применялись патроны следующих видов:
- обыкновенный: пуля со свинцовым сердечником, гильза латунная или стальная (лакированная или фосфатированная сталь);
- трассирующий M35: вершинка пули красная (есть вариант с зелёной вершинкой);
- бронебойный M35: пуля с закалённым стальным сердечником, на дне латунной гильзы выбита литера P;
- бронебойные M37 и M39: пуля с закалённым стальным сердечником, вершинка пули белая;
- бронебойно-трассирующий M41: помимо бронебойного сердечника имеется трассирующий элемент, вершинка пули красная;
- пристрелочно-зажигательный: пуля содержит белый фосфор, вершинка пули чёрная (1-й вариант) или синяя (2-й вариант);
- холостой: специальная разрушающаяся пуля, сформирована из латунной фольги со свинцовым порошком внутри, вершинка "пули" чёрная или не окрашена;
- учебный: инертный полностью никелированный патрон.

Патроны перечисленных типов применялись с пулемётами Fiat Mod. 14/35, Breda Mod. 37 и его танковом варианте Breda Mod. 38.